# Сафоновский район (Тульская область)
Сафоновский район — административно-территориальная единица в составе Тульской губернии, Московской и Тульской областей РСФСР, существовавшая в 1924—1927 и 1935—1958 годах. Административный центр — Большие Плоты, с 1953 года — Турдей.
Сафоновский район был образован 17 июля 1924 года в составе Ефремовского уезда Тульской губернии. 31 августа 1925 года в связи с ликвидацией Ефремовского уезда район перешёл в прямое подчинение Тульской губернии.
В августе 1927 года Сафоновский район был упразднён.
2 марта 1935 года Сафоновский район был восстановлен в составе Московской области. В него вошли Борятинский, Варваровский, Красно-Дубровский, Лутовский, Рождественский, Солодиловский и Тетерский с/с Воловского района; Больше-Полтавский, Глинковский, Залесский, Натальинский, Новопересветовский, Остропятский, Павло-Хуторской, Прудковский, Реченский, Сергиевский, Тормасовский и Турдейский с/с Ефремовского района; Кадновский и Медведский с/с Каменского района.
26 сентября 1937 года Сафоновский район был отнесён к Тульской области.
15 января 1953 года центр Сафоновского района был перенесён в село Турдей.
1 августа 1958 года Сафоновский район был упразднён, а его территория разделена между Воловским и Ефремовским районами